# Christophe Gazam Betty
Christophe Gazam Betty, né en 1954 en République centrafricaine, est un homme d'État qui a servi sous quatre présidents. Il a occupé les plus hautes fonctions ministérielles et diplomatiques. Il s'est engagé dans la résolution de la crise qui frappe la République centrafricaine depuis fin 2013 à travers son think tank Vivre Ensemble en Paix en Centrafrique.
Il est également l'un des initiateurs de l'Appel de Rome pour la Paix en Centrafrique le 9 septembre 2013 avec la communauté de Sant'Egidio[source insuffisante]. "
En 2016 il a été élevé à la dignité de Grand Officier dans l’Ordre du Mérite Centrafricain par le Président de la République Faustin Archange TOUADERA
Il est décédé le 8 décembre 2017 à Bangui (RCA).
"...La République centrafricaine perd un homme engagé dans la réconciliation et le dialogue et nous voudrons rappeler son inlassable travail pour la rédaction et la signature du "Pacte républicain" en 2013... Rome - Sant'Egidio, 9 décembre 2017..." 

## Fonctions
- 1993 – 1994 : Ministre de la Jeunesse, des Sports et de la Culture
- 1996 – 1999 : Organisation des Nations unies - Membre du Comité préparatoire du Plan National de lutte contre la pauvreté - PNUD – pour la Centrafrique
- 1998 – 2006 : Ambassadeur de la République centrafricaine en République populaire de Chine
- 2013 : Ministre d’État – Ministère de la Communication, de la Culture civique et de la Réconciliation nationale
- 2015 – 2016 : Conseiller spécial du Premier ministre, chargé de la  bonne gouvernance et de la restauration de l’autorité de l’État. Avec rang et prérogatives de ministre délégué